# Andreas Baader
Bernd Andreas Baader (München, 1943. május 6. – Stuttgart, 1977. október 18.), a Vörös Hadsereg Frakció nevű szélsőbaloldali terrorszervezet első generációjának vezetője. Öt pokolgépes merényletet követett el, amelyek négy halálos áldozatot szedtek. 1972-ben elfogták, öt évvel később a börtönben halt meg.

## Élete

### Fiatalkora
Baader nagyanyjánál töltötte első életévét, majd egy három nőből (anyjából, nagyanyjából és nagynénjéből) álló családban nevelkedett. Baader a háborúban eltűnt édesapja nélkül nőtt fel. Fiatalon érkezett Münchenből Nyugat-Berlinbe, ahol az egyre radikalizálódó baloldali diákcsoportok tagjává vált. A törvényekkel hamar összeütközésbe került, számtalan közlekedési szabálysértésért büntették meg. A jó autókhoz való túlságosan erős vonzalma miatt hamarosan újabb büntetéseket kapott autók feltöréséért és hamisításért. Baader Berlinben számos munkával próbálkozott. Építőmunkásként és sikertelen bulvárújságíróként is dolgozott, de egyszer még Herbert Tobias homoszexuális fotóművész számára is modellt ült egy fénykép erejéig. Az irodalom és a filozófia iránt érdeklődött. Szerelmi élete is zűrzavarosan alakult. 1965-ben gyermeke született Manfred Henkel festő feleségétől, a kislányt Manfred Henkel nevelte föl. Baaderre nagy befolyással volt Michael Kroecher nevű nagybátyja.

### Terrorista pályafutás
1968. április 2-án Baader társaival, Gudrun Ensslinnel, Thorwald Proll-lal és Horst Söhnleinnal felgyújtottak egy frankfurti áruházat. A gyújtogatás 675 ezer márka kárt okozott, Baadert és társait 3 évi fogházbüntetésre ítélték. Az áruház felgyújtása és az ellene folyó per során Baader a nyugatnémet radikális baloldal egyik emblematikus alakjává nőtte ki magát.
Baader egy felülvizsgálati kérelme folytán szabadlábra került és bekapcsolódott a parlamenten kívüli ellenzék tevékenységébe. Ám az ellene hozott hároméves büntetés 1969 novemberében jogerőre emelkedett, ezért előbb Párizsba, majd Olaszországba szökött és megpróbált eltűnni a hatóságok szeme elől. 1970-ben Gudrun Ensslinnel visszatért Nyugat-Németországba és Nyugat-Berlinben bujkált, ám a nyugatnémet hatóságok egy igazolványhamisító vallomása alapján hamarosan a nyomára bukkantak. 1970. április 4-én egy közúti ellenőrzés során lebukott és őrizetbe vették. Alig egy hónappal később 1970. május 14-én öt baloldali szélsőséges (Ulrike Meinhof, Irene Goergens, Ingrid Schubert és két soha nem azonosított társuk) egy lövöldözés során kiszabadította Baadert. A szabadítás volt a Vörös Hadsereg Frakció első akciója. Szabadulása után 20 társával együtt Jordániába szökött és ott a Fatah egyik kiképzőtáborában harci kiképzést kapott.
A következő másfél évben Andreas Baader a nyugati világ egyik legkeresettebb terroristájává vált. Az NSZK hatalmi berendezkedése ellen folytatott RAF-hadjárat során Baader pokolgépes merényleteket tervelt ki és ezek közül ötöt meg is valósított, több bankrablásban személyesen is részt vett. Akciói négy halálos áldozatot követeltek.

### Elfogása és halála

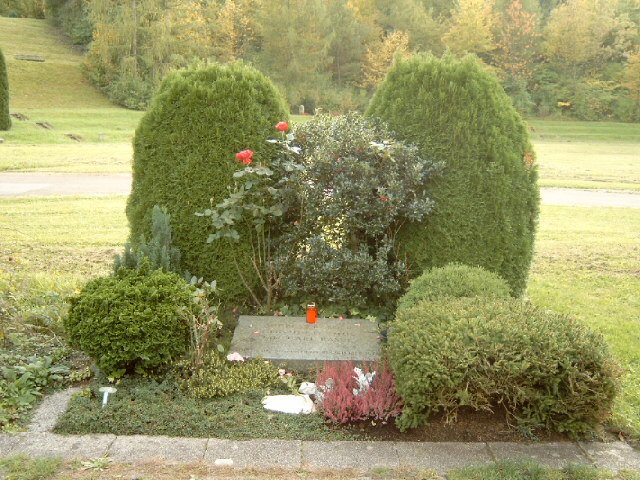
Baader síremléke Stuttgartban

1972 tavaszán Baader Holger Meinsszal és Jan-Carl Raspével Frankfurtban rejtőzködött. A hatóságok 1972. június 1-én rajtaütöttek a terroristák rejtekhelyén és rövid tűzharc során valamennyiüket elfogták. (Baader a lövöldözésben könnyebben megsérült.)
Baadert a legszigorúbb körülmények között tartották fogva, társaitól teljesen elszigetelték. Öt évvel elfogása után életfogytig tartó börtönbüntetésre ítélték. A per ideje alatt a Vörös Hadsereg Frakció emberrablásokat, repülőgép-eltérítéseket és túszejtéseket hajtott végre, hogy Baader szabadon bocsátását kiharcolják, ám az NSZK kormánya elzárkózott a tárgyalások elől. 1977. október 18-án a Stuttgart-Stammheim fogház legszigorúbban őrzött celláiban holtan találták Baadert és három fogolytársát. A hatóságok szerint a terroristák öngyilkosságot követtek el, miután értesültek a kiszabadításukra indult túszejtő akció kudarcáról. Baadert a RAF szerint a kormány gyilkoltatta meg, hogy a további terrorakcióknak elejét vegye. Később kiderült, hogy a Magyarországon gyártott FÉG-pisztolyokat Baader ügyvédje csempészte be a börtönbe.

## Fordítás
- Ez a szócikk részben vagy egészben  az   Andreas Baader című német Wikipédia-szócikk ezen változatának fordításán alapul.  Az eredeti cikk szerkesztőit annak laptörténete sorolja fel. Ez a jelzés csupán a megfogalmazás eredetét és a szerzői jogokat jelzi, nem szolgál a cikkben szereplő információk forrásmegjelöléseként.

## Külső hivatkozások
- Beszélő - 1998
- Szabadlábon a sokat hibázó német terrorista